# Nasavrky (Ústí nad Orlicí-i járás)
Nasavrky település Csehországban, az Ústí nad Orlicí-i járásban. Nasavrky Podlesí, Choceň, Koldín és Mostek településekkel határos. Lakosainak száma 142 fő (2024. január 1.).

## Népesség
A település lakosságának változását az alábbi diagram mutatja:
| Lakosok száma | 210  | 229  | 189  | 145  | 170  | 136  | 135  | 135  | 139  | 142  |
|               | 1869 | 1890 | 1921 | 1950 | 1980 | 2001 | 2017 | 2019 | 2022 | 2024 |